# Тиберий Юлий Митридат
Вижте пояснителната страница за други личности с името Митридат.
Тиберий Юлий Митридат, известен и като Митридат III Боспорски (на латински: Tiberius Julius Mithridates Philogermanicus Philopatris, на гръцки: Ιούλιος Μιθριδάτης Φιλογερμανικος Φιλοπατρíς, Philopatris; † 68 г.) от династията на Аспургидите, е римски клиент-цар на Боспорското царство през 38/39 – 44 г.

## Произход и управление
Той е първият син на Тиберий Юлий Аспург († 38), римски клиент-цар на Боспорското царство, и на Гепепирис, дъщеря на тракийския цар Котис VIII и на съпругата му Антония Трифена. По майчина линия той е праправнук на римския триумвир Марк Антоний, а по бащина линия баба му Динамия е внучка на Митридат VI от Понт.
Баща му Аспург (Aspourgos) получава от император Тиберий царска титла, римско гражданство и името Tiberios Ioulios.
След смъртта на баща му през 38 г. той управлява с майка си Гепепирис. През 44 г. по-малкият му брат Тиберий Юлий Котис I с помощта на Гай Юлий Аквила, коменданта на Пантикапей, иска да вземе властта. Същата година император Клавдий изпраща управителя на Мизия Авъл Дидий Гал, който го сваля от трона и през 45 г. дава властта на неговия по-малък брат Котис I и на съпругата му Евника. Митридат отива в изгнание, не се жени и няма деца.